# Athabasca Falls
Athabasca Falls er et vandfald i Jaspers National Park ved den øvre del af Athabasca River, omkring 30 kilometer syd for byen Jasper, i provinsen Alberta i Canada, lige vest for Icefields Parkway. Det kraftige Athabasca Falls er ikke så meget kendt for sin faldhøjde (24 meter), som for den store mandmængde der falder ned i en kløft. Vandfaldet kan ses og fra forskellige vinkler fra platforme og vandrestier omkring. Man kan starte White water rafting lige neden ffor faldene og fortsætte ned af Athabasca River til Jasper.
Det er et Class 5 vandfald, med et fald på 24 meter, og en bredde på 18 meter
Det højeste punkt i nærheden er Mount Kerkeslin, der er 2.956 meter over havet, 3,7 km øst for Athabasca Falls. Området er tyndt befolket og der er ingen byer i nærheden. I området omkring Athabasca Falls er der usædligt mange navngivne søer.

## Galleri
- Den eroderede kløft nedenfor Athabasca Falls

## Eksterne kilder og henvisninger
1. ↑  Waterfalls of the Pacific Northwest. "Athabasca Falls". Hentet 2007-06-27.{{cite web}}:  CS1-vedligeholdelse: url-status (link).

- Wikimedia Commons har flere filer relateret til Athabasca Falls

- Explore Jasper. Athabasca Falls Arkiveret 1. september 2006 hos  Wayback Machine